# Castillo de Roslin
El castillo de Roslin (Roslin Castle en inglés, a veces escrito como Rosslyn) es un castillo parcialmente en ruinas situado cerca de la localidad de Roslin, en Midlothian, Escocia, Reino Unido. Se encuentra a unos 15 km al sur de Edimburgo, al norte del North Esk, a tan solo unos centenares de metros de la Capilla de Rosslyn.
El lugar fue fortificado en el siglo XIV por la familia Sinclair, condes de las Orcadas, aunque las ruinas actuales datan de fechas algo posteriores. El castillo fue reconstruido después de ser destruido en 1544 durante la guerra del Rough Wooing. Esta estructura, construida en los acantilados de Roslin Glen, ha permanecido parcialmente habitable desde entonces. El acceso al castillo viene dado por un puente elevado que sustituyó a un puente levadizo anterior. El castillo fue restaurado en los años 1980 y ahora sirve de residencia vacacional.

## Historia
El primer castillo fue construido en los años 1330 por Henry Sinclair, conde de las Orcadas. Los Sinclair, o St. Clair (también escrito antiguamente como Sanctclare), era una familia de origen normando, con posesiones en Lothian desde 1162. La fortaleza se edificó sobre un promontorio rocoso cerca del lugar donde se libró la batalla de Roslin, donde los escoceses derrotaron a los ingleses en 1303. A finales del siglo XIV o a principios del siglo XV, el hijo de Henry I, Henry II de las Orcadas, construyó una nueva torre del homenaje rectangular, con la esquina suroeste redondeada. Al patio se accedía mediante un puente levadizo sobre un foso artificial, y que daba acceso a un pasadizo cubierto (pend) en la pequeña galería de tiro del lado norte.

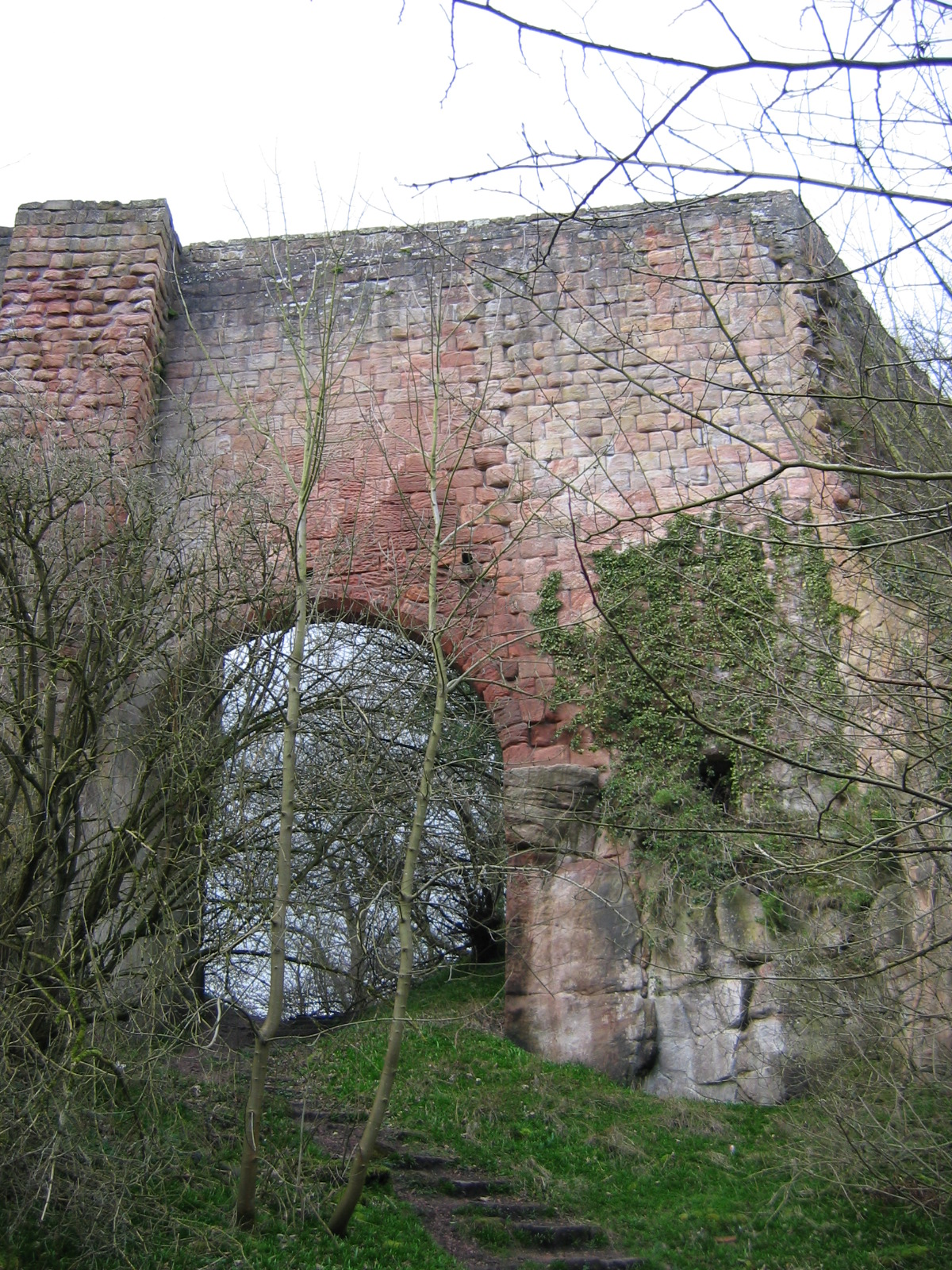
Imagen del castillo

El castillo se vio afectado por un incendio en 1452. Durante la Edad Media, fue un scriptorium, del que cinco manuscritos "St. Clair", anteriores a 1488, se conservan en la Biblioteca Nacional de Escocia. Estos manuscritos incluyen el manuscrito Rosslyn-Hay, que se cree que es el texto más antiguo que se conserva en lengua escocesa. La leyenda cuenta que durante el incendio, el conde estaba consternado por los valiosos manuscritos que albergaba el castillo, pero éstos pudieron ser salvados gracias a que su capellán los arrojó por la ventana a un lugar seguro. El castillo fue seriamente dañado por el conde de Hertford, quien lo incendió en 1544 durante la guerra del Rough Wooing. La torre del homenaje fue destruida casi en su totalidad, aunque aún puede verse uno de los muros en ruinas que se ha conservado.
El castillo fue reconstruido a finales del siglo XVI. Sobre la falda de la roca se levantó una nueva construcción de cinco plantas en el lado este y se reconstruyó la casa del guarda, esta vez con un puente de piedra. La parte superior del lado este se renovó en 1622 con detalles renacentistas y esculturas en la puerta y en los marcos de las ventanas. En 1650 volvió a ser atacado, esta vez por la artillería del comandante de Oliver Cromwell en Escocia, George Monk. Fue nuevamente dañado por una multitud de reformistas durante la Revolución Gloriosa de 1688.
Se desmoronó en el siglo XVIII, aunque parte de la parte este siempre ha permanecido habitable, siendo restaurada por los arquitectos Simpson y Brown entre 1982 y 1988. El actual propietario, el conde de Rosslyn, descendiente de los Sinclair, alquila el castillo como lugar de vacaciones a través de Landmark Trust. Está categorizado como Scheduled Ancient Monument y en la Listed Building del Reino Unido se encuentra categorizado como Category A.

## Arquitectura

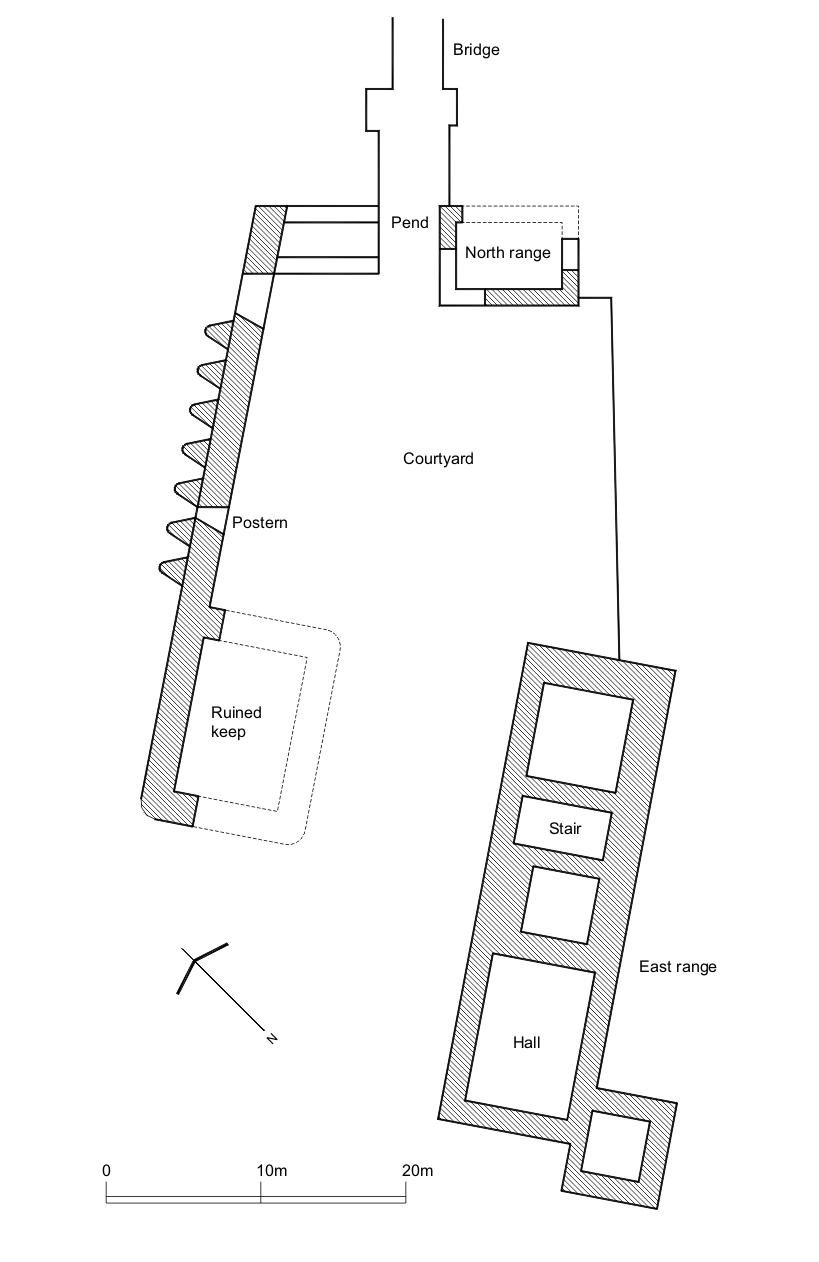
Plano del castillo

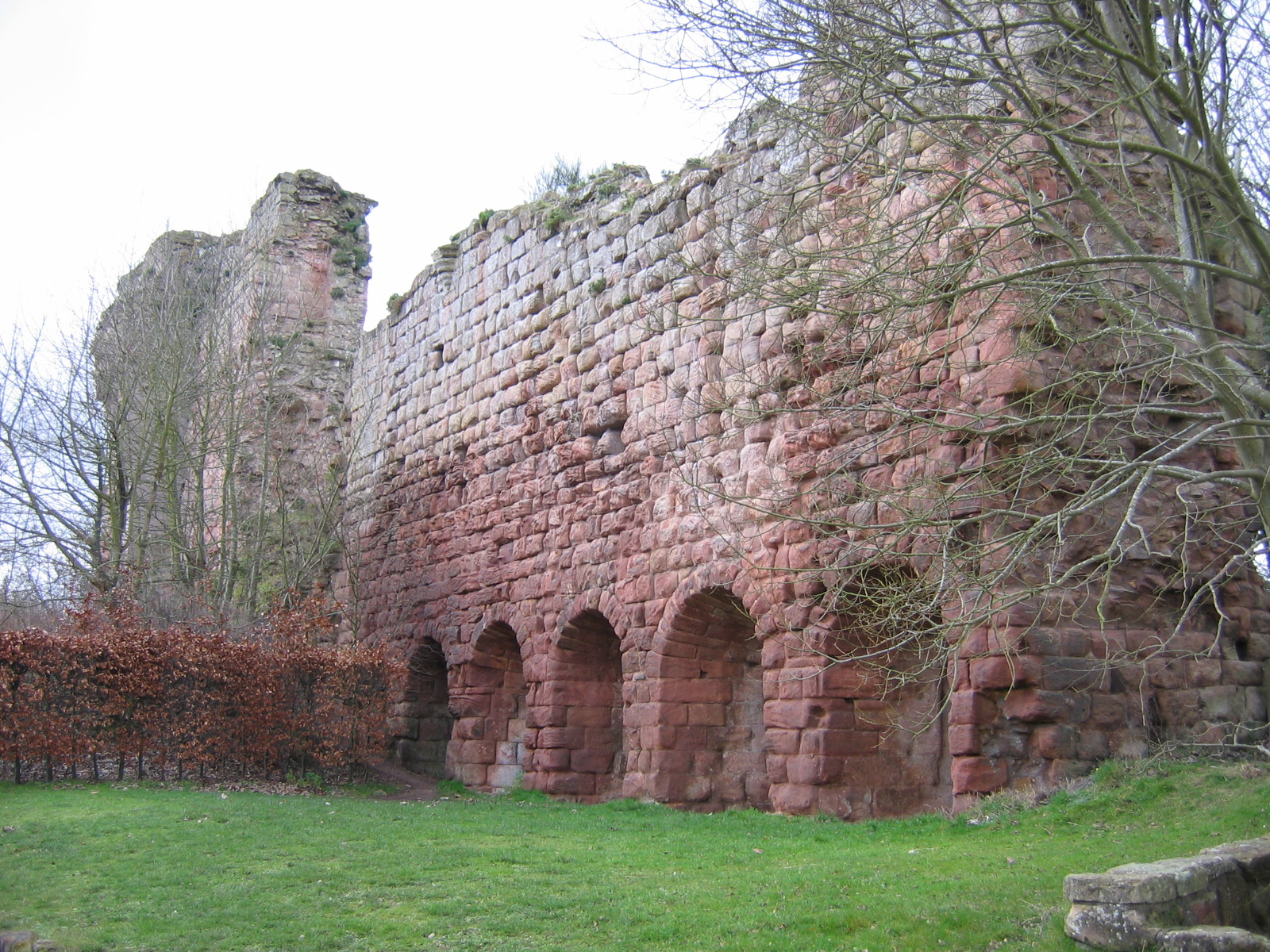
El muro oeste, con la torre del homenaje en ruinas al fondo

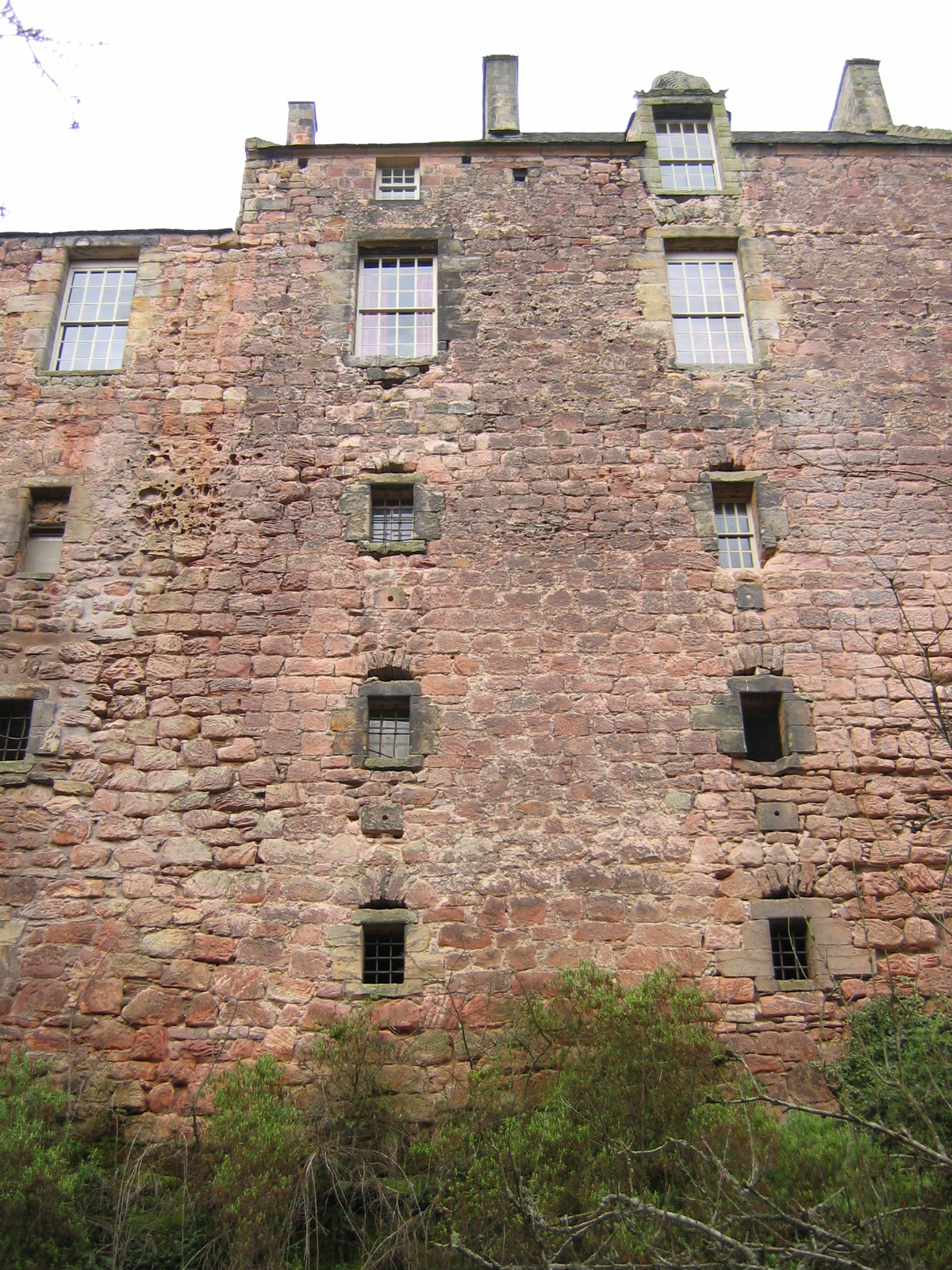
Fachada del lado este, mostrando las grandes ventanas de las habitaciones principales en la parte superior y las pequeñas del área del servicio en la inferior

El castillo se encuentra en una fuerte pendiente sobre una curva que describe el río North Esk, que lo protege en tres de sus lados. Se abrió una brecha en el lado norte del promontorio rocoso con el objetivo de construir un foso para ofrecer mayor protección al castillo. El acceso desde Roslin se realiza a través de este foso, gracias a un puente escarpado y la casa del guarda que se encuentra en ruinas.

### Ruinas
Los restos de la entrada y de la zona norte comprenden tan solo fragmentos de muros y un lado del arco de entrada, y sobre él los restos de una garita. A lo largo del lado oeste del castillo, se mantiene en pie el muro del siglo XV, de considerable altura. Esta sección del muro tiene seis aberturas en la base, de las que una de ellas servía de poterna. En la parte exterior, las seis aberturas están divididas por contrafuertes redondeados. Antiguos bocetos muestran garitas sobre cada uno de estos contrafuertes, con un pasillo sobre un muro que las conectaba.
Al sur de este muro se encuentra el muro que queda de la torre del homenaje. El montículo sobre el que se encuentra está formado por los escombros procedentes de los otros tres muros. Las ruinas indican que la torre debía tener unos 12 o 16 metros de altura, con unos muros de 2,9 m de grosor, y que terminaba en un matacán.

### Lado este
La parte este, que fue restaurada, mide entre 31 y 10 metros de altura y termina con un tejado inclinado y un piñón escalonado. Al edificio se accede mediante una entrada ricamente esculpida que data de 1622, que muestra las iniciales SWS de sir William Sinclair y que lleva a la tercera planta. Las tres plantas inferiores están excavadas en la roca y cada una de ellas tiene cuatro habitaciones abovedadas, con una quinta habitación en la torre sureste. Estos niveles inferiores eran usados como habitaciones destinadas al servicio, encontrándose las habitaciones principales en los dos pisos superiores. La cocina se encontraba en el piso inferior, con una panadería por encima. El lado sur cuenta con aspilleras y en el lado este hay varios agujeros producidos por impactos de proyectiles.
Los cinco pisos están conectados por una escalera stair-and-platt, añadida a principios del siglo XVII para reemplazar una escalera de peaje en el suroeste. Las habitaciones de los pisos superiores cuentan con impresionantes paneles y cielos rasos decorados. El vestíbulo principal, situado en la parte sur del bloque, ha sido dividido, pero sigue contando con un gran hogar con las iniciales WS y JE, de William Sinclair y su esposa Jean Edmonstone, grabadas y que datan de 1597.

## El castillo en la cultura popular
Walter Scott celebró el paisaje pintoresco de Roslin Glen, sobre los que se asienta el castillo, en sus poemas. Richard Hewitt de Cumberland escribió una balada llamada Roslin Castle en el siglo XVIII.